# Liste der Baudenkmäler in Hilgertshausen-Tandern

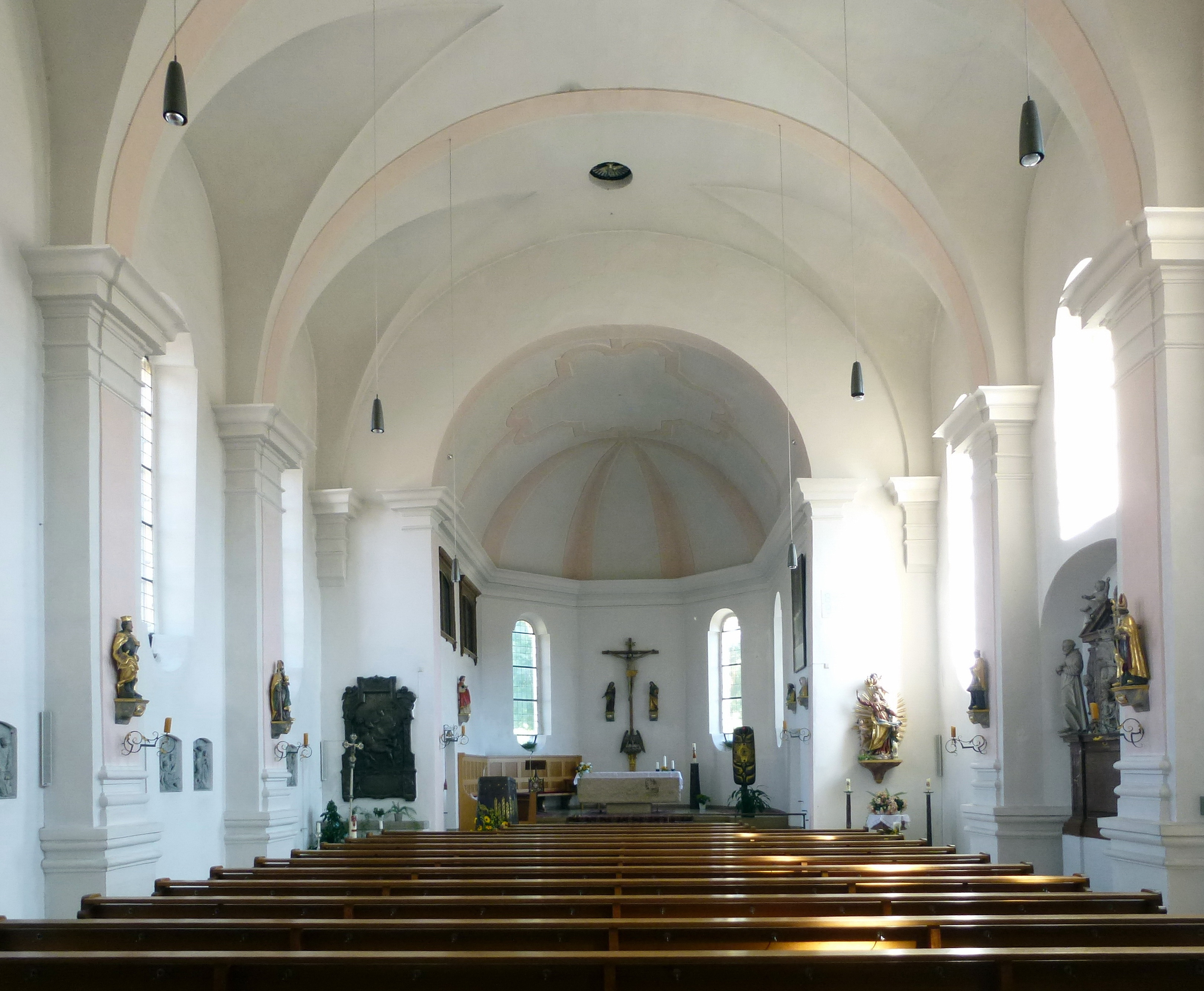
Innenraum von St. Stephan in Hilgertshausen

Auf dieser Seite sind die Baudenkmäler in der oberbayerischen Gemeinde Hilgertshausen-Tandern zusammengestellt. Diese Tabelle ist eine Teilliste der Liste der Baudenkmäler in Bayern. Grundlage ist die Bayerische Denkmalliste, die auf Basis des Bayerischen Denkmalschutzgesetzes vom 1. Oktober 1973 erstmals erstellt wurde und seither durch das Bayerische Landesamt für Denkmalpflege geführt wird. Die folgenden Angaben ersetzen nicht die rechtsverbindliche Auskunft der Denkmalschutzbehörde.

## Baudenkmäler nach Ortsteilen

### Buxberg
| Lage                 | Objekt      | Beschreibung                | Akten-Nr.    | Bild           |
| -------------------- | ----------- | --------------------------- | ------------ | -------------- |
| Buxberg 2 (Standort) | Taubenkobel | Im Hof, 19./20. Jahrhundert | D-1-74-147-4 | weitere Bilder |

### Gumpersdorf
| Lage                                    | Objekt                              | Beschreibung | Akten-Nr.             | Bild           |
| --------------------------------------- | ----------------------------------- | --- | --------------------- | -------------- |
| Brünndlweg (südlich der Ilm) (Standort) | Brünnlkapelle                       | einschiffig mit halbrundem Schluss, 1754 errichtet; mit Ausstattung | D-1-74-147-7 Wikidata | weitere Bilder |
| St.-Ursula-Weg 9 (Standort)             | Katholische Filialkirche St. Ursula | Saalbau mit dreiseitig geschlossenem Chor und Satteldachturm im nördlichen Winkel, im Kern mittelalterlich, um 1655 erneuert und um 1900 nach Westen verlängert; mit Ausstattung; niedrige Kirchhofmauer aus unverputztem Backstein, 17./18. Jahrhundert | D-1-74-147-6 Wikidata | weitere Bilder |

### Hilgertshausen
| Lage                    | Objekt                              | Beschreibung | Akten-Nr.             | Bild           |
| ----------------------- | ----------------------------------- | --- | --------------------- | -------------- |
| Kirchgasse (Standort)   | Grenzsäule                          | dreikantige Rotmarmorsäule mit Wappenreliefs, bezeichnet mit dem Jahr 1727; an der Abzweigung der Kirchgasse | D-1-74-147-3 Wikidata | weitere Bilder |
| Kirchgasse 3 (Standort) | Ehemaliges Mesnerhaus               | erdgeschossig mit Putzgliederung und Mansard-Halbwalmdach, Mitte 18. Jahrhundert | D-1-74-147-2 Wikidata | weitere Bilder |
| Kirchgasse 5 (Standort) | Katholische Pfarrkirche St. Stephan | Saalbau mit eingezogenem, dreiseitig geschlossenem Chor, im südlichen Winkel Turm mit Oktogon und Zwiebelhaube, Chor und Turmunterbau spätgotisch, Langhaus und Turmaufsatz 1666 nach Plänen von Caspar Zuccalli errichtet, 1963 nach Westen erweitert; mit Ausstattung | D-1-74-147-1          | weitere Bilder |

### Michelskirchen
| Lage                        | Objekt                               | Beschreibung | Akten-Nr.              | Bild           |
| --------------------------- | ------------------------------------ | --- | ---------------------- | -------------- |
| Michelskirchen 4 (Standort) | Katholische Filialkirche St. Michael | einschiffig mit nicht eingezogenem, dreiseitig geschlossenem Chor, an der Südseite Turm mit Oktogon und Zwiebelhaube, im Kern mittelalterlich, 1659 erneuert und erweitert; mit Ausstattung | D-1-74-147-10 Wikidata | weitere Bilder |

### Tandern
| Lage                                                            | Objekt                                     | Beschreibung | Akten-Nr.              | Bild             |
| --------------------------------------------------------------- | ------------------------------------------ | --- | ---------------------- | ---------------- |
| Hauptstraße 14 (Standort)                                       | Zwei Mörtelplastiken                       | Am Wirtschaftsteil, 1883 | D-1-74-147-14 Wikidata | weitere Bilder   |
| Jahnstraße 1 (Standort)                                         | Bauernhaus                                 | erdgeschossig mit Greddach, Mitte 19. Jahrhundert | D-1-74-147-15 Wikidata | weitere Bilder   |
| Josef-Kreitmeir-Straße 1 (Standort)                             | Gasthaus Rinauer                           | zweigeschossiger Walmdachbau, Mitte 19. Jahrhundert | D-1-74-147-16 Wikidata | Gasthaus Rinauer |
| Josef-Kreitmeir-Straße 2 (Standort)                             | Wohn- und Geschäftshaus                    | erdgeschossig mit Halbwalmdach und Zwerchgiebel, wohl um 1820/30 errichtet, nach 1900 umgebaut, Komplettsanierung im Jahr 2020                                                                | D-1-74-147-17 Wikidata | weitere Bilder   |
| Kirchenweg (Standort)                                           | Katholische Kapelle Unsere Liebe Frau      | Saalbau mit eingezogenem, dreiseitig geschlossenem Chor und Westturm, Chor 15. Jahrhundert, Langhaus 1741; mit Ausstattung                                                                    | D-1-74-147-19 Wikidata | weitere Bilder   |
| Schloßplatz 1 (Standort)                                        | Ehemaliges Schloss                         | zwei- bzw. dreigeschossige Zweiflügelanlage mit Satteldächern, im Kern 16. bis 18. Jahrhundert, erneuert                                                                                      | D-1-74-147-18          | weitere Bilder   |
| Schloßplatz 2 (Standort)                                        | Katholische Pfarrkirche St. Peter und Paul | Chor um 1730 mit halbrundem Schluss, an der Nordseite hoher, spätgotischer Turm mit geschwungenen Giebeln und Spitzhelm, Langhaus 1974 durch einen zeltartigen Anbau ersetzt; mit Ausstattung | D-1-74-147-13          | weitere Bilder   |
| Schloßplatz 2 (Standort)                                        | Kriegerdenkmal                             | mit Patrona Bavariae und Betenden, um 1920 | D-1-74-147-21 Wikidata | weitere Bilder   |
| nördlich des Ortes, östlich der Straße nach Oberdorf (Standort) | Wieskapelle                                | lisenengegliederter, einschiffiger Bau mit halbrundem Schluss und Giebelreiter, um 1650 errichtet                                                                                             | D-1-74-147-20 Wikidata | weitere Bilder   |

## Ehemalige Baudenkmäler
In diesem Abschnitt sind Objekte aufgeführt, die noch existieren und früher einmal in der Denkmalliste eingetragen waren, jetzt aber nicht mehr.

| Lage                                | Objekt      | Beschreibung        | Akten-Nr.              | Bild           |
| ----------------------------------- | ----------- | ------------------- | ---------------------- | -------------- |
| Niederdorf In Niederdorf (Standort) | Ortskapelle | 19./20. Jahrhundert | D-1-74-147-11 Wikidata | weitere Bilder |